# Israa Jaabis
Israa Jaabis és una dona palestina empresonada a Israel des del 2015 després que el seu cotxe s'avariés en una carretera a 1,5 quilòmetres del control de Zaim a Cisjordània. Es discuteix encara el motiu de l'avaria. Segons els mitjans israelians, va ser un intent d'atemptat amb cotxe bomba. Segons mitjans àrabs, el motor del cotxe va fallar, fet que va provocar un incendi que va encendre els tancs de butà que transportava per a ús personal, i Jaabis no va poder abandonar el vehicle. Segons l'advocat de Jaabis, el seu objectiu podria haver estat "el suïcidi per part de la policia".
Segons Times of Israel i Jerusalem Post, a Jaabis se li van descobrir notes manuscrites que expressaven suport als "terroristes". Segons Al-Arabiya, no es va trobar cap artefacte explosiu al vehicle, i el foc va començar a causa d'un curtcircuit.
El 26 de novembre de 2023, Jaabis va ser alliberada com a part d'un intercanvi de presoners entre Hamàs i el govern d'Israel.

## Oficina de Policia
Segons Ynet, Moshe Chen, l'oficial de la policia de trànsit que va resultar ferit a l'explosió, va patir ferides greus, que van provocar discapacitats físiques duradores. Segons la pel·lícula Advocate que es va fer sobre el cas, Chen només va patir ferides lleus de les quals es va recuperar ràpidament. Després de l'atac, Moshe Chen va ser reconegut pel seu servei amb un elogi del cap de la policia israelià. Inicialment, va rebre una qualificació d'incapacitat temporal del 48%, principalment a causa de les lesions a les cames patides en l'atac, una de les quals va requerir cirurgia. Malgrat la intervenció mèdica, Chen va continuar enfrontant-se a reptes per caminar, pujar escales, nedar i participar en les activitats diàries. Els seus reptes van anar més enllà de la recuperació física, ja que va haver d'afrontar qüestions relacionades amb els seus drets i beneficis amb el Departament de Rehabilitació del Ministeri de Defensa d'Israel.
El 2023, Chen va expressar emocions contradictòries en conèixer l'alliberament de Jaabis com a part d'un acord d'intercanvi de presoners amb Hamàs per ostatges detinguts a Gaza. Va descriure els seus sentiments com a conflictius: d'una banda, creia que Jaabis mereixia romandre a la presó per les seves accions, però, d'altra banda, va reconèixer la importància de salvar els ostatges. Va dir que continuava patint un trastorn d'estrès postraumàtic i que "es va consolar" amb el fet que Jaabis havia perdut els dits.

## En la cultura popular
La història de Jaabis va ser presentada en una pel·lícula documental Advocate el 2019. Segons la pel·lícula, Jaabis va carregar tancs de butà al seient posterior del seu cotxe un matí i va conduir cap a Jerusalem, on va incendiar el cotxe. Els fiscals israelians van interpretar les accions de Jaabis com un atemptat suïcida i un intent de terrorisme amb la finalitat de matar jueus. Tanmateix, l'advocada Lea Tsemel, que va assumir el cas de Jaabis, va qüestionar si la seva intenció era realment cometre un acte de violència. Tsemel va saber pels familiars de Jaabis que estava deprimida i infeliç en el seu matrimoni i que havia intentat suïcidar-se dues vegades abans. Tsemel es va preguntar si aquesta vegada Jaabis havia pensat "el suïcidi per part de la policia" en lloc d'un atac de motivació política. Tanmateix, el tribunal no estava convençut i va decidir que la seva única intenció era matar.